# Intramusculair

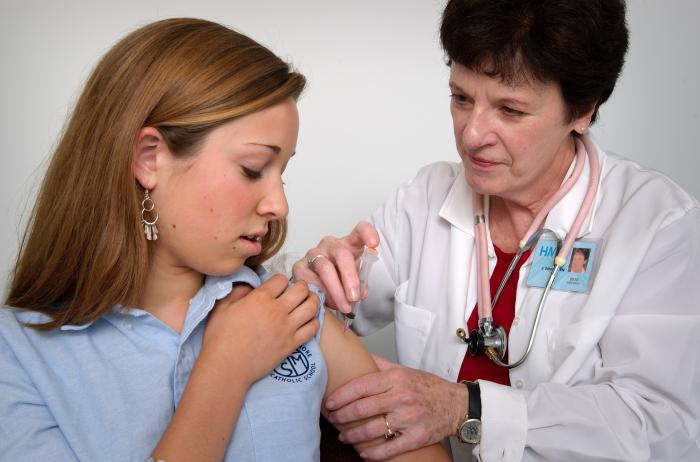
Een intramusculaire injectie in de bovenarm

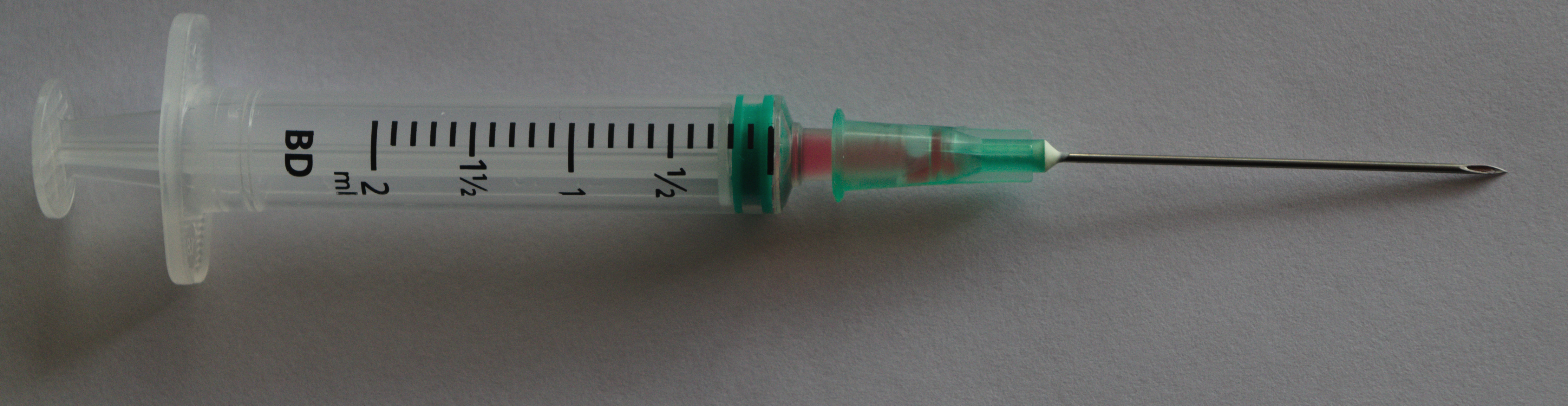
Spuit inclusief naald voor i.m injecties

Intramusculair (afgekort: i.m.) is een anatomische beschrijving van een locatie, namelijk in een spier. Een bloeduitstorting kan bijvoorbeeld intramusculair gelegen zijn.

## Intramusculaire injectie
Het begrip 'intramusculair' wordt met name gebruikt bij injecties. Veel geneesmiddelen en de meeste vaccins kunnen goed intramusculair worden toegediend.
Omdat spierweefsel goed doorbloed is, wordt het middel als het oplosbaar is meestal snel opgenomen, maar minder snel dan bij intraveneuze toediening.
Voor de intramusculaire toedieningswijze van medicijnen wordt vaak gekozen als ze niet oraal ingenomen kunnen worden omdat ze dan in het spijsverteringsstelsel zouden verteren en zo onwerkzaam zouden worden.
Bij mensen wordt een intramusculaire injectie bij voorkeur in een dikke spier gegeven, en op zo'n plaats dat grote bloedvaten en zenuwbundels niet makkelijk kunnen worden geraakt. Spieren die hiervoor in aanmerking komen zijn onder andere:
- musculus gluteus maximus (de grote bilspier, alleen in het buitenste bovenste kwadrant omdat daar de kans het kleinst is om een zenuw of groot bloedvat te raken)
- musculus gluteus medius[2] en de musculus gluteus minimus (middelste en kleine bilspier)
- musculus quadriceps femoris: ofwel in de musculus rectus femoris (de rechte dijspier), ofwel in de musculus vastus lateralis
- musculus deltoideus (de deltavormige spier in de bovenarm: dit is geen heel grote spier en dus alleen geschikt voor kleine hoeveelheden injectievloeistof, maar de meeste vaccins zijn maar 0,5 à 1 ml waarbij dit geen bezwaar is)

epiduraal ·
intra-arterieel · 
intra-articulair ·
intra-ossaal ·
intracardiaal ·
intracutaan ·
intramusculair ·
intraveneus ·
spinaal ·
subcutaan